# Treniota
Treniota (en belarús: Транята ; Troniata; ca. 1210-1264) fou Gran duc de Lituània (1263-1264).

## Biografia
Treniota era el nebot de Mindaugas, el primer i únic rei de Lituània. Mindaugas s'havia convertit al cristianisme per tal de descoratjar a l'Orde Livonià i als Cavallers Teutònics d'atacar contra Lituània, convertint-se en rei en el procés. Treniota va continuar sent un pagà.
Malgrat la conversió de Mindaugas, els Cavallers Teutònics van continuar fent regulars incursions en territori lituà. Després de la batalla de Durbe el 1260, Treniota va convèncer Mindaugas per atacar l'Orde Teutònic, encara que l'atac no va ser efectiu i els Cavallers Teutònics gairebé no es van afeblir. Es creu que Treniota va assolir la suficient confiança perquè se li donés el govern a Samogítia, tal com el descriu a la seva crònica Simon Grunau escrita entre 1517 i 1526. Tanmateix l'historiador Edvardas Gudavičius el 1982 va publicar un estudi on argumentava que Treniota no era samogiti i, per tant, no podia haver-se posat al comandament del seu exèrcit. Inga Baranauskiené va argumentar que la batalla va ser dirigida per Alminas, que era un ancià samogiti escollit abans de 1256.
Mindaugas va començar a qüestionar la seva aliança amb Treniota, tanmateix, abans que pogués actuar en contra el seu nebot, Treniota aliat amb Daumantas de Pskov va assassinar Mindaugas i dos dels seus fills el 1263. Treniota va usurpar el tron i com a resultat, va tornar a la nació novament al paganisme. Tanmateix, només va governar durant un any abans de ser deposat i assassinat com a venjança per Vaišvilkas, el fill menor de Mindaugas.